# Шариповски рејон
Шариповски рејон (рус. Шары́повский район) је општински рејон у западном делу Краснојарске Покрајине, Руске Федерације.
Административни центар рејона је град Шарипово (рус. Шарыпово). Који не улази у састав рејона, већ има статус посебног градског округа Краснојарске Покрајине.
Територијом рејона протиче река Урјуп, притока реке Чулим и њена притока Береш. Такође, у рејону се налазе и три природна језера: Бело, Велико и Мало.
Суседни територије рејона су:
- север: Боготолски рејон;
- исток: Назаровски и Ужурски рејон;
- југ: Република Хакасија;
- запад и северозапад: Кемеровска област.

Укупна површина рејона је 3.764 km².
Укупан број становника рејона је 15.197 (2014).